# Nahid al-Rayyis
Pour les articles homonymes, voir Nahid.
Nahid Mounir al-Rayyis (en arabe : ناهض الريس) est un homme politique, philanthrope, écrivain et poète palestinien, né en 1937 à Gaza et mort le 13 avril 2010 dans la même ville. Il est ministre de la Justice de l'Autorité nationale palestinienne de 2003 à 2004.

## Biographie
Al-Rayyis naît en 1937 à Gaza, en Palestine mandataire. Il emménage en Égypte en 1954 puis obtient un Bachelor of Laws à l'université du Caire en 1958,.
Il rejoint ensuite la branche armée de l'Organisation de libération de la Palestine (OLP), dont il devient un dirigeant à Beyrouth, au Liban. Après la guerre du Liban, il est exilé en Tunisie avec des centaines d'autres dirigeants de l'OLP. Il retourne en Palestine en 1966 et est nommé vice-président du Conseil législatif palestinien, où il représente la ville de Gaza sous la présidence de Yasser Arafat. Il est aussi conseiller à la Cour suprême de Palestine. En janvier 1997, il est nommé à la deuxième instance la plus importante du Fatah, le Conseil révolutionnaire.
En octobre 2003, Al-Rayyis est nommé ministre de la Justice du gouvernement provisoire de l'Autorité nationale palestinienne. Cependant, il démissionne de ce poste en 2004, affirmant que l'exercice de ses fonctions est entravée par de nouvelles lois et par la présences d'intérêts étrangers en Palestine (notamment ceux d'Israël, des États-Unis et de l'Union européenne).
En dehors de sa carrière politique, Al-Rayyis est un poète reconnu. Ses œuvres gravitent autour de la culture palestinienne et de la lutte politique des Palestiniens. Il écrit plusieurs chansons à propos de villes palestiniennes et rédige l'ouvrage Palestine in the Critical Period.
Hospitalisé en mauvais état de santé, Al-Rayyis meurt à Gaza le 13 avril 2010, à l'âge de 73 ans. À la suite de son décès, des dignitaires de tous les groupes politiques palestiniens (dont le Fatah et le Hamas, qui contrôle de facto la bande de Gaza) expriment leurs condoléances envers la famille d'Al-Rayyis.